# 纳塔丽·格列波娃

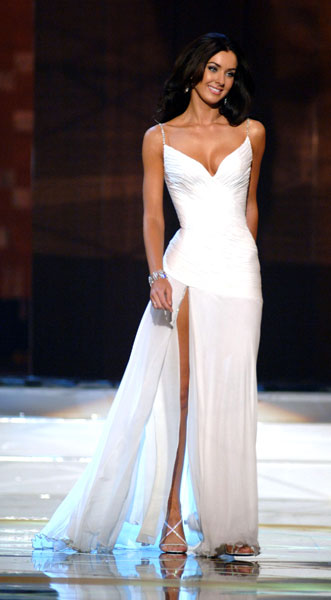
格列波娃，2005年世界环球小姐

纳塔丽·格列波娃 （英语：Natalie Glebova，俄语：Наталья Глебова，又译作：娜塔莉·格勒波娃）（1981年11月11日—） ，是出生于俄罗斯的前加拿大环球小姐与2005年环球小姐。

## 簡歷
2004年，格列波娃第一次参加加拿大环球小姐比赛仅获第三名。2005年，她再次参加该项比赛并赢得该年度的加拿大环姐冠军。
格列波娃参加同年在泰国首都曼谷举行的环球小姐总决赛，凭藉过人才华和充分自信顺利进入决赛，在总决赛中她表现出色，不仅得分高于所有参赛佳丽赢得全场冠军，还在最后以英语回答问题完毕后以地道的泰式双手合十礼仪向观众致敬，然后用几乎完美的泰语说声道谢征服了全场观众之心。

## 其他荣誉
- 泰国旅游荣誉大使（2005年至今）。
- 俄罗斯莫斯科时装节特别嘉宾（2006年）。
- 乌克兰环球小姐选美特别嘉宾（2006年）。
- 印度尼西亚环球小姐选美特别嘉宾（2006年）。
- 香港恆基兆業發展的比華利山別墅型像大使（2007年）。[1][2][3]

## 个人生活
据泰国传媒报道，经过一年多的相识与相处，格列波娃于2007年4月宣布与泰国著名网球的运动员帕拉东·斯里查潘（泰语：ภราดร ศรีชาพันธุ์，英语：Paradorn Srichaphan）订婚。 （页面存档备份，存于）
两人最初在公众场合被传媒追拍到是在2006年泰国网球公开赛的决赛后，娜塔丽给了刚刚荣获冠军的斯里查潘‘亲昵的一吻’，那一吻也给持续了一段时间的关于斯里查潘同泰国歌星塔塔·杨（Tata Young）约会的传闻划上了无可争议的反问号。